# Limnophyes jokaoctavus
Limnophyes jokaoctavus är en tvåvingeart som beskrevs av Sasa och Kazuo Ogata 1999. Limnophyes jokaoctavus ingår i släktet Limnophyes och familjen fjädermyggor. Inga underarter finns listade i Catalogue of Life.